# Jean-Guillaume de Saxe-Eisenach
Jean-Guillaume de Saxe-Eisenach, né à Friedewald le 17 octobre 1666 et mort le 14 janvier 1729 à Eisenach, est duc de Saxe-Eisenach du 10 novembre 1698 à sa mort.

## Biographie
Fils de Jean-Georges Ier de Saxe-Eisenach et de Jeannette de Sayn-Wittgenstein, Jean-Guillaume de Saxe-Eisenach épousa en 1690 la comtesse de Nassau-Dietz (1655-1695). Un fils est né de cette union :
- Guillaume-Henri de Saxe-Eisenach, duc de Saxe-Eisenach (1691-1741)

Veuf, Jean-Guillaume de Saxe-Eisenach épousa en 1697 Christine-Juliane de Bade-Durlach (1678-1707). Trois enfants sont nés de cette union :
- Jeanne-Antoinette de Saxe-Eisenach (1698-1726), épouse en 1721 Jean-Adolphe II de Saxe-Weissenfels (1683-1746)
- Caroline-Christine de Saxe-Eisenach (1699-1743), épouse en 1725 le landgrave Charles Ier de Hesse-Philippsthal (1721-1770)
- Charlotte Wilhelmine de Saxe-Eisenach (1703-1774)

Veuf une deuxième fois, il épouse en 1708 Madeleine-Sibylle de Saxe-Weissenfels, ils ont un enfant :
- Christiane-Wilhelmine de Saxe-Eisenach (3 septembre 1711 - 27 novembre 1740), qui épouse le 26 novembre 1734 Charles de Nassau-Usingen.

De nouveau veuf, Jean-Guillaume de Saxe-Eisenach épouse en 1727 Marie-Christine de Leiningen-Dagsbourg-Falkenbourg-Heidesheim (1692-1734). Cette dernière union reste sans enfants.